# Parc del Retiro
El parque del Retiro —o parque del Buen Retiro—, popularment conegut com a El Retiro, és un parc de 118 hectàrees situat a la ciutat de Madrid. És un dels llocs més significatius de la capital espanyola.
Els jardins que té es van originar entre els anys 1630 i 1640, quan el comte-duc Olivares —privat de Felip IV (1621-1665)— va regalar al rei uns terrenys per al gaudi de la Cort al voltant del monestir dels Jerònims de Madrid. Així, amb la reforma del Quart Reial que hi havia al costat del Monestir, es va iniciar la construcció del Palau del Buen Retiro.
Després de la revolució de 1868, la Gloriosa, els jardins passen a ser propietat municipal i les portes es van obrir a tota la ciutadania, i així començà una època en la qual la Ria Gran i l'Estany de Sant Antoni dels Portuguesos es van transformar en Passeig de Cotxes. Es van col·locar les fonts dels Galápagos i de la Carxofa, i es va fer la font de l'Àngel Caigut, obra de Ricardo Bellver. Al Campo Grande es van construir el Palau de Cristall del Retiro i el Palau de Velázquez, obra de Ricardo Velázquez Bosco. En aquesta època, concretament a finals del segle xix, transcorre el relat de la novel·la que Pío Baroja va titular Las noches del Buen Retiro (1934), en la qual es narra la vida de la ciutat entorn d'aquest enclavament.

## Galeria d'imatges

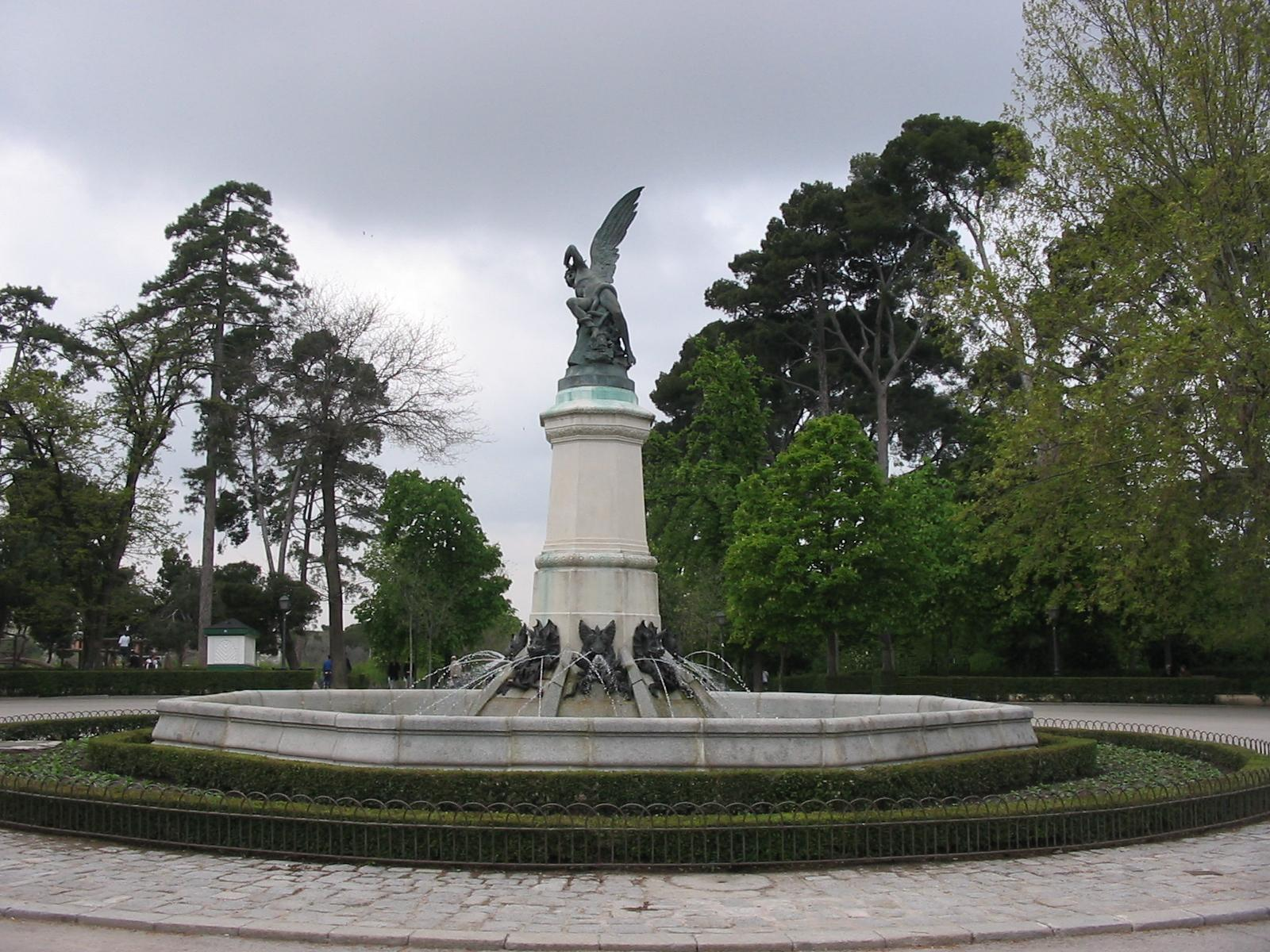
Font de l'Àngel Caigut
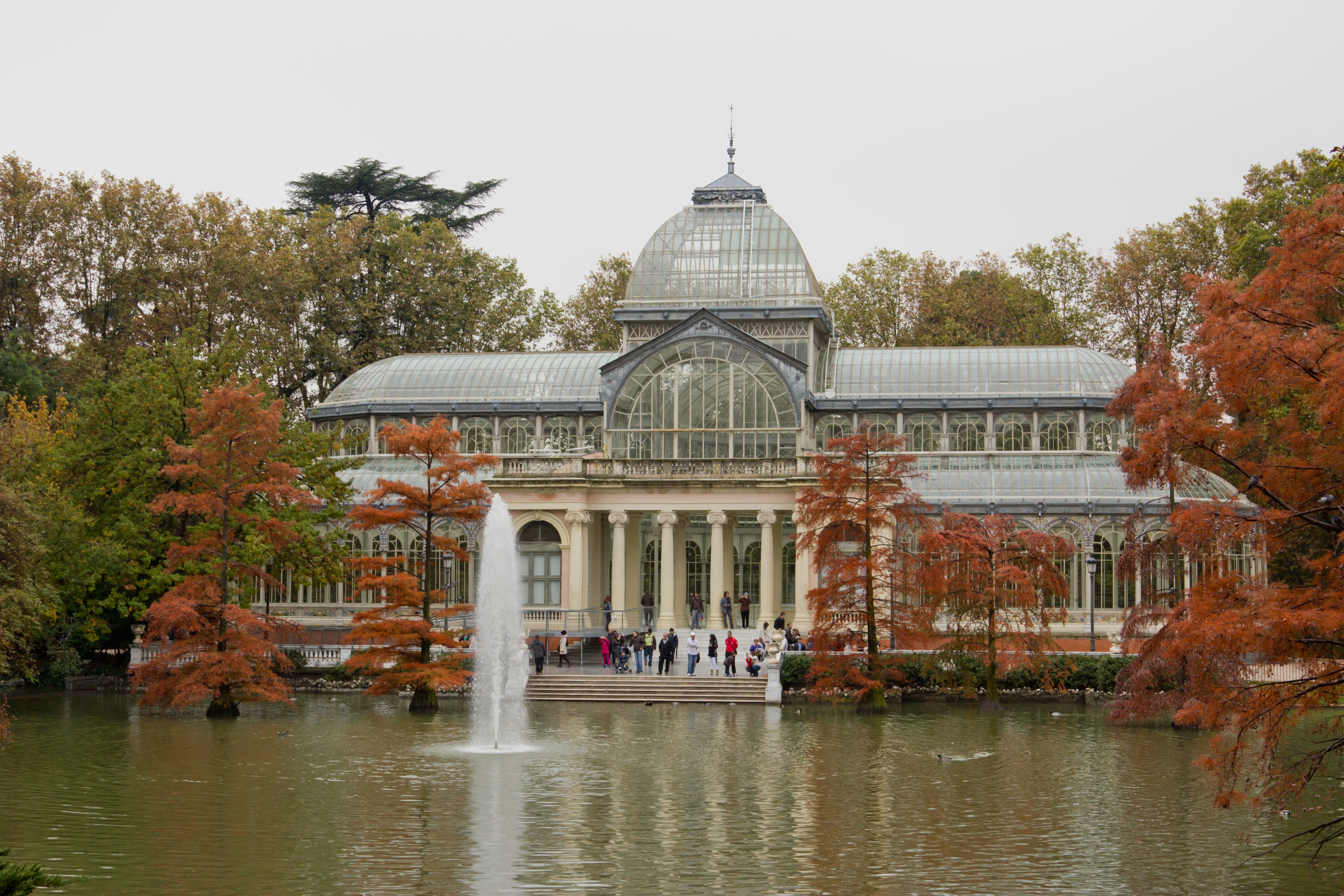
Palau de Cristall
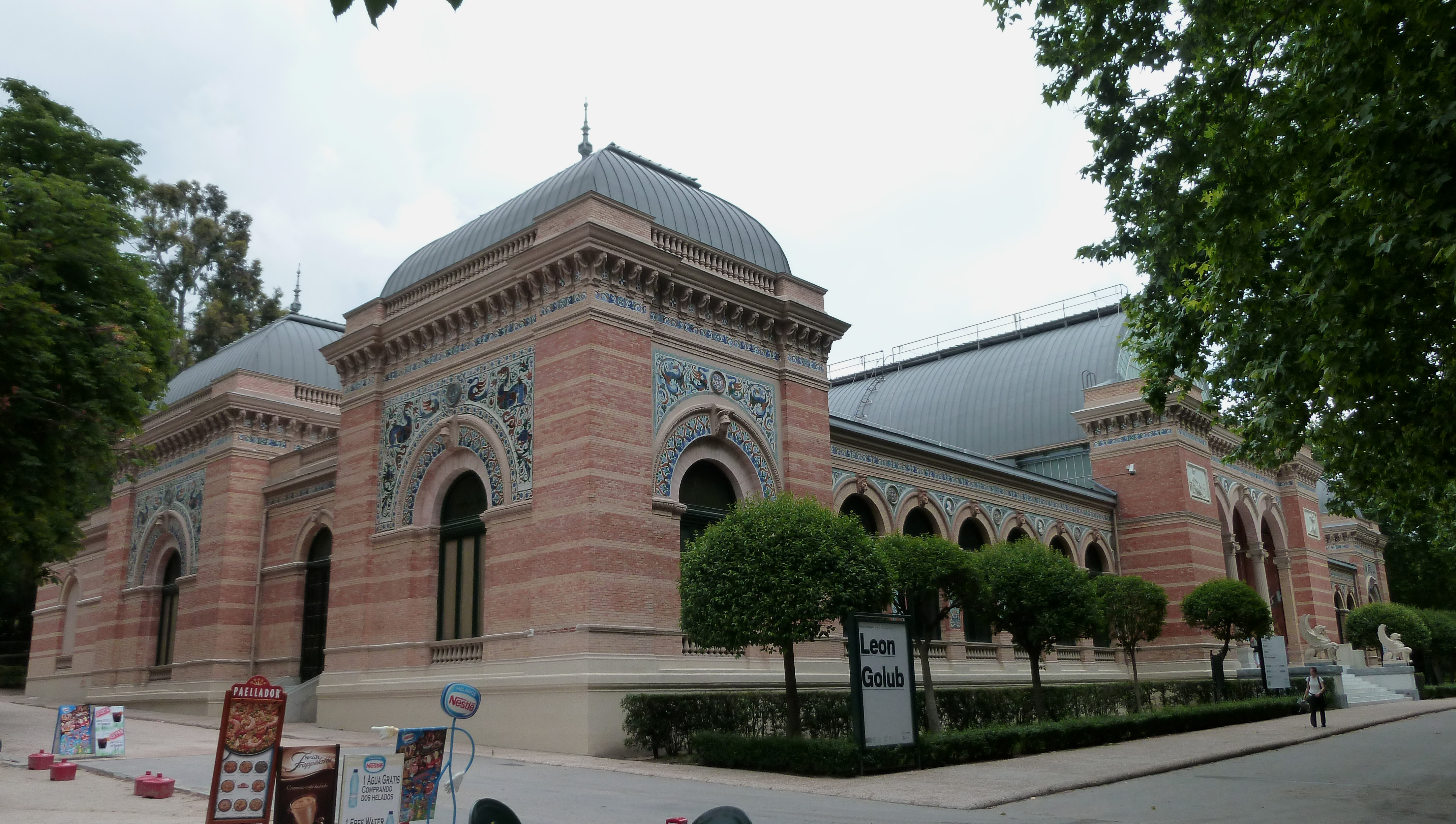
Palau de Velázquez
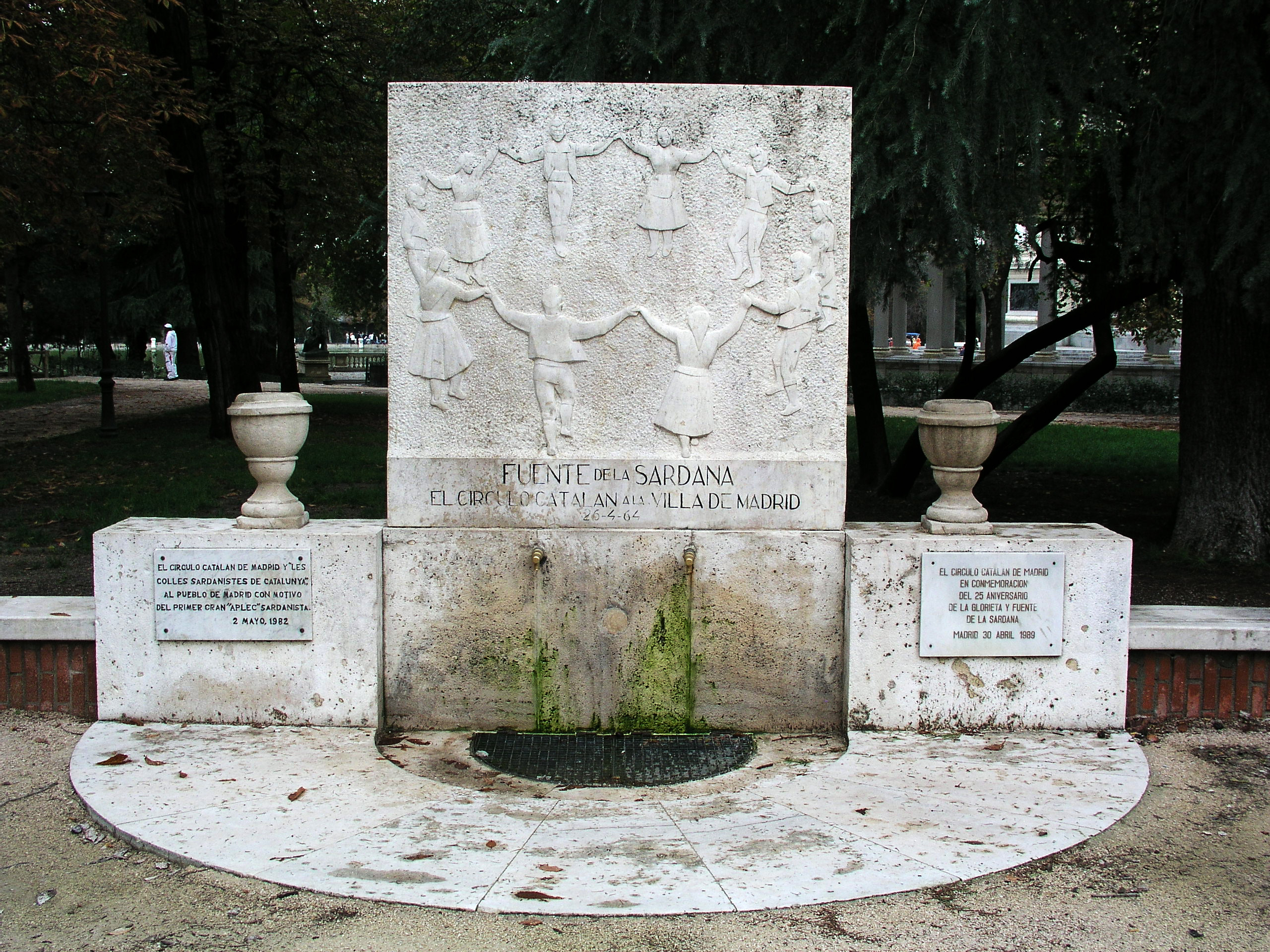
Font de la Sardana
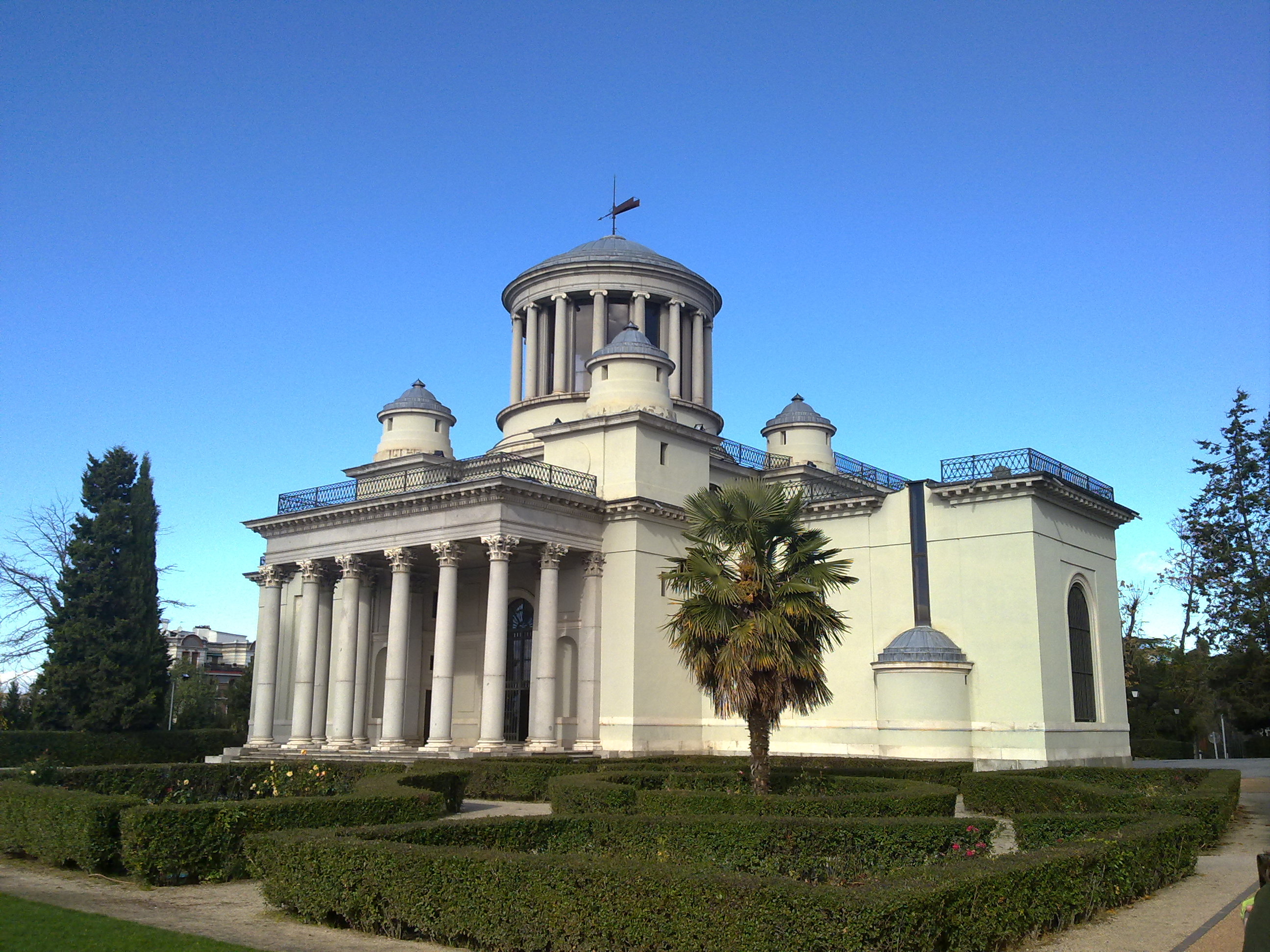
Reial Observatori de Madrid